# 群馬県美容専門学校
群馬県美容専門学校（ぐんまけんびようせんもんがっこう、略：グンビ) とは群馬県前橋市石関町にある専修学校。設置者は、学校法人群馬県美容学園。姉妹校としてアーツサウンドビジュアル専門学校がある。

## 建学の精神
建学の精神として「美しい心と技術の調和」を掲げており、また校訓として
「3H（Head 知識）（Heart こころ）（Hand 技能）を備えた人材の育成」を目的としている。

## 設置学科
- 美容師学科（2年制／男女）
  - ヘアスタイリストコース
  - ヘアメイクコース
  - トータルビューティーコース
- 美容師学科通信制（3年制／男女）
- ビューティースタイリスト学科（2年制／男女）
  - ウェディングコース
  - エステティシャンコース

## ウエディング・ホテル&ツーリズム専門学校
学校法人群馬県美容学園はウエディング・ホテル&ツーリズム専門学校（旧群馬ブライダルビジネス専門学校、平成23年4月開校）も運営していたが2025年3月廃止認可が答申された。ブライダル・ウエディング学科（2年制／男女） 、ホテル・旅館・リゾート学科（2年制／男女）、トラベル・ハネムーン学科（2年制／男女）、葬式学科（2年制／男女）(2019/4月～)を設置していた。